# Irving Bacon
Irving Bacon, född 6 september 1893 i Saint Joseph i Missouri, död 5 februari 1965 i Hollywood i Los Angeles, var en amerikansk skådespelare. Under sin karriär hann han medverka i över 450 filmer.

## Biografi
Irving var son till skådespelarna Millar Bacon och Myrtle Vane och uppträdde på varietéer i sin ungdom. Han spelade in sin första kortfilm A Favorite Fool 1915. Mellan 1924 och 1932 spelade han mindre roller i hela 85 komedier. Sitt sista framträdande hade han i 
Dick Van Dykes TV-show 1965.

## Filmografi i urval
- 1930 – Brottets gata
- 1931 – På farofyllda vägar
- 1932 – Om jag hade en miljon
- 1932 – Jag är en förrymd kedjefånge
- 1933 – Lady för en dag
- 1933 – Privatdetektiv 62
- 1934 – Det hände en natt
- 1935 – Enskilt område
- 1936 – Vår ungdoms hjältar
- 1936 – En gentleman kommer till stan
- 1937 – Det spökar på sta'n
- 1937 – Gentleman efter midnatt
- 1937 – Kunna dessa ögon ljuga?
- 1937 – Skandal i Hollywood
- 1938 – Den mystiske doktor Clitterhouse
- 1938 – Komedien om oss människor
- 1938 – En cowboy och en lady
- 1938 – Kjol- och rackartyg
- 1938 – Kärleksduetten
- 1938 – Mellan två valser
- 1939 – Borta med vinden
- 1939 – En dag på cirkus
- 1939 – Jag stal en million
- 1939 – Som skapta för varandra
- 1940 – Det ligger i blodet
- 1940 – Vredens druvor
- 1940 – Doktor Ehrlich
- 1940 – Frank James hämnd
- 1941 – Det började med Eva
- 1941 – En kvinna minns...
- 1941 – Vi behöver varann
- 1942 – Värdshuset Fritiden
- 1943 – Skuggan av ett tvivel
- 1944 – Gäckande skuggan tar hem spelet
- 1945 – Trollbunden
- 1947 – Jag såg honom först!
- 1947 – Monsieur Verdoux
- 1947 – Han kom genom brevlådan
- 1948 – Brott på Broadway
- 1948 – I valet och kvalet
- 1948 – I mitt hjärta det sjunger
- 1951 – Här kommer brudgummen
- 1953 – Moonlight serenade
- 1954 – En stjärna föds